# 742
742(칠백사십이)는 741보다 크고 743보다 작은 자연수다.

## 수학
- 합성수로, 그 약수는 1, 2, 7, 14, 53, 106, 371, 742이다. 진약수의 합은 554이므로, 742는 부족수다.
- 14번째 십각수다. 앞의 십각수는 637, 다음은 855다.
- 7번째 이십면체수다. 앞의 이십면체수는 456, 다음은 1128이다.
- {\displaystyle 83^{4}-1}은 742로 나누어떨어진다.

## 과학
- NGC 742: 물고기자리 방향에 있는 은하.
- 글리제 742: 용자리 방향에 있는 백색왜성.

## 교통

### 철도
- 서울 지하철 7호선 보라매역의 역번호.

### 도로
- 742번 지방도: 전북특별자치도 임실군 임실읍에서 경상남도 함양군 백전면까지 이어지는 대한민국의 지방도.
- 현도 제742호선

## 군사
- 742 해군 항공대(영어판): 과거 존재한 영국의 해군 항공대.
- U-742(영어판, 독일어판): 제2차 세계 대전에 사용된 나치 독일의 군용 잠수함.

## 문화유산
- 대한민국의 보물 제742호: 삼존불비상

## 기타
- 연도: 742년, 기원전 742년